# 잃어버린 자전거
《잃어버린 자전거》(On My Honor)는 메이어 데인 바우어이 미국에서 1986년에 펴낸 소설이다. 국내에서는 ‘내인생의책’에서 출판하였다.

## 줄거리
서로 경쟁하기좋아하는 주인공 토니와 조엘은 어느날 깎아내린 주립공원 절벽을 오르기로한다. 그러나 그것이 너무나도 위험하다고 느낀 조엘은, 토니를 말리기위해 버밀리온강에서 수영시합을 하기로 한다. 
그러나 수영을 할 줄 모르는 토니는 그만 물에빠져 죽게되고, 조엘은 정신적 충격을 느끼며, 성장하는 이야기이다. 